# Cetrorelix
Il cetrorelix acetato è un antagonista del GnRH selettivo dell'ormone di rilascio delle gonadotropine (GnRH) impiegato come trattamento farmacologico di tumori ormono-sensibili della prostata e della mammella (nelle donne in pre e/o perimenopausa) e un alcuni disturbi ginecologici benigni (endometriosi, fibrosi uterini e assottigliamento dell'endometrio). Inoltre, il cetrorelix è utilizzato nella riproduzione assistita.
Il farmaco è un iniettabile decapeptide sintetico, che agisce bloccando l'azione del GnRH sull'ipofisi, così rapidamente da sopprimere la produzione endogena e l'azione degli ormoni LH e FSH.